# Ислампур
Ислампур (бенг. ইসলামপুর, англ. Islampur) — город на севере Бангладеш, административный центр одноимённого подокруга. По данным переписи 2001 года, в городе проживало 35 701 человек, из которых мужчины составляли 50,54 %, женщины — соответственно 49,46 %. Уровень грамотности населения составлял 44 % (при среднем по Бангладеш показателе 43,1 %). 